# 波佩列奇纳亚河
波佩列奇纳亚河（俄語：Поперечная река）是滨海边疆区阿努奇诺区的河流，源起锡霍特山脉，长32公里，流域面积242平方公里，注入阿尔谢尼耶夫卡河。落差566米，河宽5至7米，由左横河和右横河汇流而成，向北流，经晴草地村，在斯塔罗瓦尔瓦罗夫卡村注入阿尔谢尼耶夫卡河。

## 引用
1. ↑  . сайте «Примпогода».   [2023-10-06]. （原始内容存档于2023-06-04）.
2. ↑  А·П·穆拉诺夫. . 列宁格勒: 气象出版社. 1966 （俄语）.
3. ↑  . 列宁格勒: 气象出版社 （俄语）.
4. ↑  Т·А·基谢尔科瓦娅. . 列宁格勒: 气象出版社. 1977 （俄语）.